# Бетонг (аэропорт)
Международный аэропорт Бетонг (тайск. ท่าอากาศยานนานาชาติเบตง) (ИАТА: BTZ, ИКАО: VTSY) — аэропорт, обслуживающий город Бетонг и провинцию Яла в Таиланде. Аэропорт расположен в 12 км к востоку от Бетонга, в 85 км к юго-востоку от Ялы и в 20 км от границы с Малайзией.

## История

### Строительство
В 2015 году Департамент аэропортов Таиланда предложил правительству страны построить аэропорт в провинции Яла. Аэропорт должен был способствовать росту туризма и улучшению социально-экономическому развитию региона. Правительство одобрило предложение в 2016 году, и в декабре 2017 года началось строительство. Строительные работы должны были завершиться в середине 2021 года, но из-за пандемии COVID-19 дата завершения была перенесена на 2022 год. Строительство завершилось в январе 2022 года и в марте аэропорт принял первых пассажиров.

### Открытие и деятельность
Первый пассажир прибыл в аэропорт Бетонга 29 января 2022 года чартерным рейсом авиакомпании Nok Air из бангкокского аэропорта Донмыанг.
14 марта 2022, Nok Air запустил первый регулярный рейс по маршруту Бангкок—Бетонг. На нём на церемонию открытия аэропорта прибыл премьер-министр Таиланда Прают Чан-Оча. Однако, продажа билетов была постановлена два дня спустя из-за низкого спроса.
Рейсы были возобновлены 29 апреля 2022 в результате сотрудничества Nok Air, Туристического управления Таиланда и местных туроператоров. Nok Air также планировал привлекать туристов из Малайзии из-за близости аэропорта к границе. Рейсы выполнялись с 29 апреля по 29 июля и с 31 июля по 28 октября 2022 года.
После закрытия рейсов 28 октября, Nok Air решила не возобновлять их в связи с высокой стоимостью обслуживания. Несмотря на высокую загрузку рейсов, маршрут стал убыточным.

### Будущее развитие
После прекращения рейсов в Бангкок, Министерство транспорта Таиланда предложило запустить рейсы между аэропортом Хатъяй и Бетонгом. Ассоциация туризма в Бетонге обсуждала с Bangkok Airways возможность выполнения этих рейсов.

## Авиакомпании и направления
В данный момент регулярные рейсы в Бетонг не выполняются.

## Инфраструктура
Стоимость строительства аэропорта составляет примерно 1.9 миллиард бат. Комплекс имеет общую площадь 1.47 миллиона м2 и состоит из здания аэровокзала площадью 7 тыс. м2, перрона, способного вместить до 4 самолётов ATR-72 или Airbus A319, командно-диспетчерского пункта, бетонной взлётно-посадочной полосы длиной 1 800 м и рулёжной дорожки. Планируется продление ВПП до 2 100 м для принятия самолётов габаритов Airbus A320 и Boeing 737.
Аэропорт связан с городом провинциальной автодорогой 4032, которая действует обходом города. Также она соединяется с шоссе 410, которое ведёт в Ялу и в Малайзию.